# Orazio Bacci
Orazio Bacci (Castelfiorentino, 18 ottobre 1864 – Roma, 25 dicembre 1917) è stato un italianista e politico italiano.

## Biografia
Nacque a Castelfiorentino, studiò a Firenze e si laureò nell'Istituto di studi superiori. Ebbe per maestri Adolfo Bartoli e Alessandro D'Ancona e affiancò a lungo quest'ultimo come collaboratore negli anni successivi alla laurea.
Insegnò Letteratura italiana nei regi licei della Toscana: a Prato (nell'anno scolastico 1891-1892), Siena (negli anni scolastici 1891-1892 e 1892-1893) e Firenze (al liceo Galileo Galilei negli anni scolastici 1894-1895 e 1895-1896 e al liceo Michelangiolo nell'anno 1896-1897). Dall'anno 1897-1898 in poi, insegnò al Regio Istituto superiore di magistero femminile a Firenze.
Come seguace della scuola storica fu allievo ed amico di molti suoi rappresentanti come Isidoro Del Lungo di cui sposò la figlia, Romilda Del Lungo, il 22 aprile del 1895.
Bacci condusse una vita tra insegnamento e studi sino al 1910, anno in cui ebbe il suo primo incarico pubblico come rappresentante del mandamento di Castelfiorentino nella provincia di Firenze. Nel 1913 ricevette uno tra i riconoscimenti da lui più ambiti: il primo di giugno di quell'anno, infatti, fu eletto alla unanimità socio della Accademia della Crusca. Fu poi sindaco di Firenze dal 1915 al 1917 durante la guerra.
Morì mentre era sindaco di Firenze, nel corso di un viaggio d'ufficio a Roma. Aveva 53 anni. Fu seppellito a cura del comune di Firenze nel cimitero delle Porte Sante presso la basilica di San Miniato al Monte.

## Attività di ricerca
Prima del 1896 la sua attività fu rivolta soprattutto alla critica letteraria, centrata in particolar modo sull'aspetto regionale, con saggi di vario genere come quello sulle prediche di San Bernardino da Siena e quello sulla prosa di Benvenuto Cellini che lo condussero all'insegnamento universitario.
La sua opera più nota e diffusa, scritta in collaborazione con Alessandro D'Ancona, è il Manuale della letteratura italiana, comparso a Firenze nel 1892 e più volte riveduto e ristampato anche dopo la seconda edizione in sei volumi (1901-1904), mentre La critica letteraria (dall'antichità classica al Cinquecento) pubblicata nella collana Vallardiana Storia dei generi letterarari è l'opera più matura per impegno e organicità.
Da non dimenticare lo studio di Dante e, in particolare, le sue lecturae Dantis in Orsanmichele a Firenze di alcuni canti dell'Inferno e del VI canto del Paradiso. 
Non disdegnò inoltre la scrittura diaristica e bozzettistica della quale è un esempio La lampada della vita, pubblicata postuma nel 1920 a Firenze da Bemporad.

## Le riviste
Formatosi alla scuola storica, si caratterizzò, fin dal primo suo lavoro, per ricerche storico-erudite nell'ambito della storia e della cultura locale della Valdelsa, talora anche folcloristica. 
Fu cofondatore, nel 1892, della Società Storica della Valdelsa, la più antica tra le Società storiche della Toscana, fondata a Castelfiorentino da un gruppo di personalità di questa cittadina. Il compito della società era, ed è tuttora; «studiare la storia di questa regione e delle varie Terre in essa comprese».
Nel 1893 venne nominato Direttore del neonato periodico Miscellanea Storica della Valdelsa. Bacci così presentava, nel primo numero, la nuova rivista: «[...] raccoglierà  e ordinerà la storia civile, letteraria, artistica, religiosa, del costume, della cultura, in genere, nella nostra regione, con particolare riguardo all'archeologia, topografia e toponomastica medievale [...]».
L'appartenenza alla Scuola storica e la parentela con Isidoro Del Lungo, noto commentatore di Dante, gli consentirono di disporre, per la nuova rivista, di collaboratori noti a livello nazionale, come Michele Barbi, lo stesso Isidoro Del Lungo, Pio Rajna, e l'inglese Paget Toynbee. 
Il 1917, anno della sua precoce morte, segnò anche una svolta nella storia e nella fortuna della «Miscellanea».
Bacci collaborò, inoltre, a riviste quali la Nuova Antologia, il Giornale storico della letteratura italiana.

## Altre opere
- O. Bacci (pubblicate per cura di), Ninne-nanne cantilene canzoni di giuochi e filastrocche che si dicono in Valdelsa, Firenze, Loesher & Seeber, 1891;
- O. Bacci, Un nuovo testo dei "Sonetti dei Mesi" di Folgore da S.Gemignano e un "Cantare dell'abbandonata da Siena" nel codice riccardiano 1158, Estratto dalla «Miscellanea storica della Valdelsa» (Anno V, fasc. 2 - Della serie, n. 13) - Castelfiorentino. Tip. Giovannelli e Carpitelli;[4]
- O. Bacci, Inventario degli oggetti lasciati da S. Bernaardino da Siena, Nozze Del Lungo-Sani, IV agosto MDCCCXCV, Castelfiorenino, Tipografia Giovannelli e Carpitelli;
- O. Bacci, Prosa e prosatori. Scritti storici e teorici, Milano-Palermo-Napoli, Sandron Editore, s. d. (ma 1907).